# Coralliidae
Coralliidae es una familia de corales marinos que pertenecen al suborden Scleraxonia, del orden Alcyonacea, dentro de la clase Anthozoa. 
Enmarcados comúnmente entre los corales blandos, ya que carecen de esqueleto, como los corales duros del orden Scleractinia, por lo que no son corales hermatípicos. Forman colonias de pólipos, unidos por una masa carnosa de cenénquima, o tejido común generado por ellos. Para darle consistencia, al carecer de esqueleto, su tejido contiene espículas de calcita. 
La familia  comprende 3 géneros y, aproximadamente, 30 especies de gorgonias con pólipos dimórficos y un eje compuesto de escleritos fusionados solidamente con calcita. La familia no ha sido objeto de un análisis filogenético. Actualmente se están realizando estudios que proponen al género Paracorallium como sinónimo de Corallium.

## Géneros
El Registro Mundial de Especies Marinas reconoce los siguientes géneros:
- Corallium. Cuvier, 1798
- Hemicorallium. Gray, 1867
- Paracorallium. Bayer & Cairns, 2003